# Wiktor Alexejewitsch Sokolow
Wiktor Alexejewitsch Sokolow (russisch Виктор Алексеевич Соколов; * 24. April 1954 in Klimowsk) ist ein ehemaliger sowjetischer Radrennfahrer und nationaler Meister im Radsport.

## Sportliche Laufbahn
Sokolow war Bahnradsportler. Bei den Bahnradsport-Weltmeisterschaften 1975 in Lüttich gewann der sowjetische Bahnvierer mit Wladimir Ossokin, Alexander Perow, Witali Petrakow und Wiktor Sokolow die Silbermedaille hinter dem Vierer aus der Bundesrepublik Deutschland. Ein Jahr später bei den Olympischen Sommerspielen 1976 in Montreal standen sich beide Mannschaften erneut im Finale der Mannschaftsverfolgung gegenüber. Der sowjetische Vierer mit Wladimir Ossokin, Alexander Perow, Witali Petrakow und Wiktor Sokolow unterlag erneut dem Bahnvierer des Bundes Deutscher Radfahrer.
1975 holte er den nationalen Titel in der Mannschaftsverfolgung, 1976 erneut mit Wladimir Ossokin, Witali Petrakow und Alexander Perow. Alle vier Fahrer starteten als Vierer der Nationalmannschaft.